# Beloye solntse pustyni
Beloye solntse pustyni (em russo:  Белое солнце пустыни) é um filme ostern soviético de 1970, dirigido por Vladimir Motyl.
Sua mistura de comédia de ação, música e drama o tornou altamente bem-sucedido nas bilheterias soviéticas e resultou em uma série de citações memoráveis. Ele mantém alta aprovação doméstica. Sua música tema principal, "Sua Nobre Alteza, Senhora Fortuna" (Ваше благородие, госпожа удача, música: Isaac Schwartz, letra: Bulat Okudzhava, interpretada por Pavel Luspekayev) se tornou um sucesso. O filme é assistido por cosmonautas russos antes da maioria dos lançamentos espaciais como um ritual de boa sorte.

## Enredo
O cenário é a costa leste do Mar Cáspio (Turcomenistão moderno), onde o soldado do Exército Vermelho Fyodor Sukhov luta na Guerra Civil na Ásia Russa há vários anos. O filme começa com uma tomada panorâmica de um bucólico interior russo. Katerina Matveyevna, a amada esposa de Sukhov, está parada em um campo. Despertando desse devaneio, Sukhov está caminhando pelo deserto da Ásia Central - um forte contraste com sua terra natal. Ele encontra Sayid enterrado na areia. Sukhov liberta Sayid, e eles estabelecem um relacionamento amigável, mas reticente. Sayid, um centro-asiático austero, vem ao resgate de Sukhov em situações complicadas ao longo do filme. Enquanto viajam juntos, eles são pegos em uma luta no deserto entre uma unidade de cavalaria do Exército Vermelho e guerrilheiros basmachi. O comandante da unidade de cavalaria, Rakhimov, deixa para a proteção temporária de Sukhov o harém do líder basmachi Abdullah, deixado para trás por ele. Rakhimov também deixa um jovem soldado do Exército Vermelho, Petrukha, para ajudar Sukhov, e prossegue para perseguir Abdullah em fuga.
Sukhov e as mulheres do harém de Abdullah retornam a uma vila costeira próxima. Lá, Sukhov encarrega o curador do museu local de proteger as mulheres e se prepara para voltar para casa. Sukhov espera "modernizar" as esposas do harém e torná-las parte da sociedade moderna. Ele as incentiva a tirar a burca e rejeitar a poligamia. As esposas relutam em fazer isso, no entanto, e quando Sukhov assume o papel de protetor, as esposas o declaram seu novo marido.

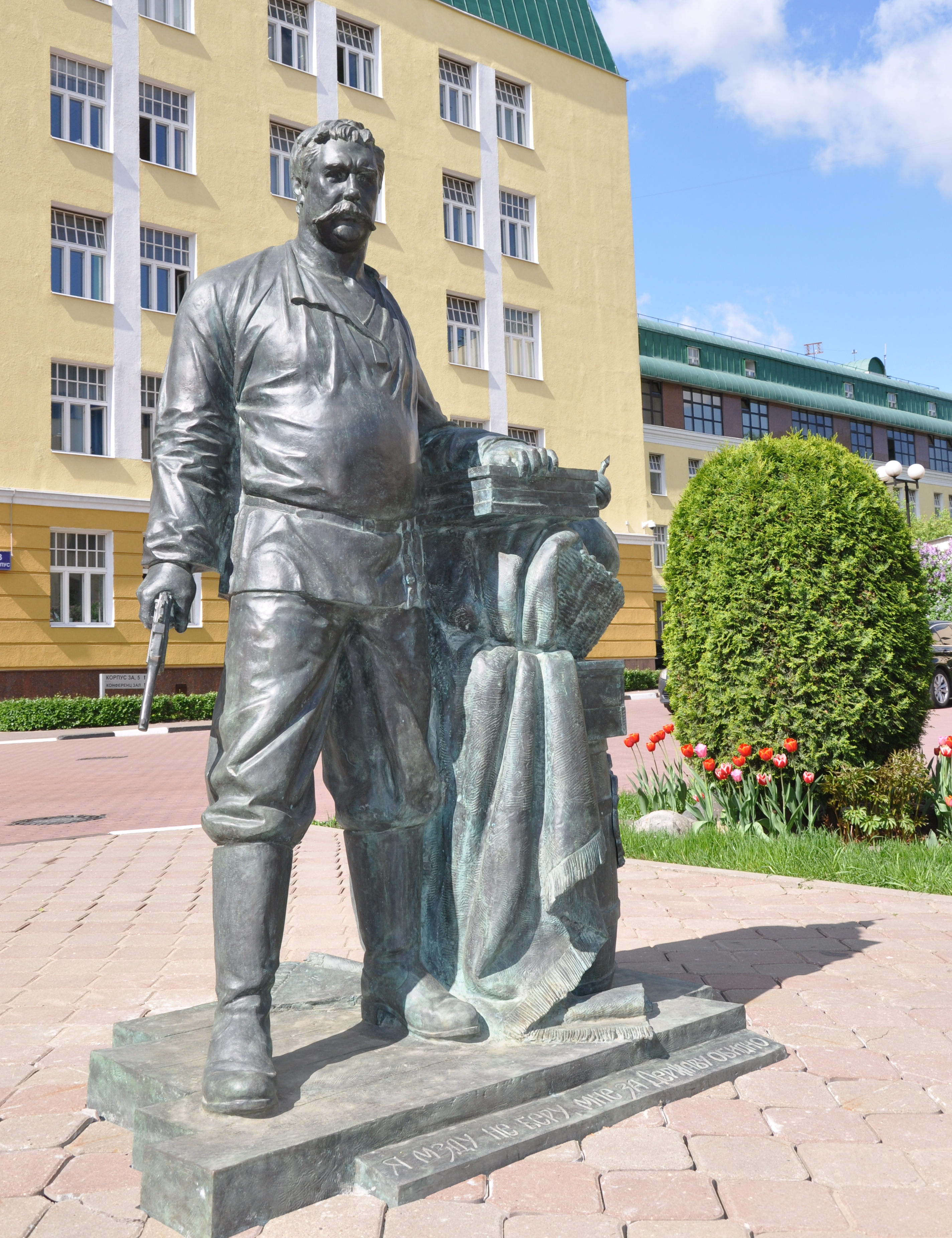
Um monumento a Vereshchagin

Logo, procurando uma rota marítima através da fronteira, Abdullah e sua gangue chegam à mesma vila e encontram as esposas de Abdullah. Sukhov está fadado a ficar. Na esperança de obter ajuda e armas, Sukhov e Petrukha visitam Pavel Vereschagin, um ex-funcionário da alfândega do czar. Vereschagin se aquece com Petrukha, que o lembra de seu filho morto, mas depois de discutir o assunto com sua esposa irritante, Vereschagin se recusa a ajudar Sukhov. Sukhov encontra uma metralhadora e uma caixa de dinamite que ele planta no navio de Abdullah. Enquanto isso, Abdullah confrontou suas esposas e está se preparando para puni-las por sua "desonra", pois elas não se mataram quando Abdullah as deixou. Sukhov consegue capturar e prender Abdullah como refém, mas depois que ele sai, Abdullah convence Gyulchatai, a esposa mais jovem do harém, a libertá-lo e então mata Gyulchatai e Petrukha.
O curador do museu mostra a Sukhov uma antiga passagem subterrânea que leva ao mar. Sukhov e as mulheres do harém tentam escapar pela passagem, mas ao chegarem à praia são impelidas a se esconder em um grande tanque de óleo vazio. Abdullah descobre isso e planeja incendiar o tanque de óleo.
Enfurecido pelo assassinato cruel de Petrukha, Vereschagin decide ajudar Sukhov e toma o navio de Abdullah. Sayid também ajuda Sukhov, e juntos eles afastam a gangue de Abdullah. Vereschagin, sem saber da dinamite no navio e sem ouvir os avisos gritados de Sukhov, morre no navio explodindo.
Sukhov mata Abdullah e sua gangue, devolve o harém a Rakhimov e se despede de Sayid. Ele então começa sua jornada para casa a pé, tendo recusado um cavalo, já que um cavalo é apenas "um incômodo".

## Elenco
- Anatoly Kuznetsov como Fyodor Ivanovich Sukhov – um soldado do Exército Vermelho, que retorna para casa a pé pelo deserto após se recuperar em um hospital de ferimentos sofridos na guerra. Ele mostra muita sabedoria e habilidade em suas ações e um lado humano gentil em seus sonhos gráficos, nos quais ele escreve cartas mentalmente para sua amada esposa.

Georgi Yumatov foi escolhido para o papel, mas foi dispensado por uma briga de bêbados logo antes do tiroteio. Portanto, Motyl chamou Kuznetsov, que foi a segunda escolha durante a seleção.
- Pavel Luspekayev como Pavel Vereschagin – um ex-funcionário da alfândega czarista. Vereschagin vive uma vida solitária como o único russo, junto com sua esposa, em uma aldeia remota. As paredes de sua casa estão cobertas com fotos das campanhas militares onde ele foi premiado e ferido. A Guerra Civil o deixou sem um emprego oficial e um lugar para ir. Ele é um homem grande e uma pessoa direta com tendência ao alcoolismo devido à nostalgia de seu passado. Ele tem um arsenal de armas que traz ambas as partes conflitantes (os homens de Sukhov e Abdullah) para sua casa em algum momento do filme. Inicialmente neutro, ele eventualmente fica do lado de Sukhov.

Este foi o último papel de Luspekayev. Um veterano da Segunda Guerra Mundial e um ator de teatro experiente, ambos os pés foram amputados na década de 1960 devido a ferimentos anteriores. Dada a condição de Luspekayev, Motyl escreveu um roteiro para um homem de muletas. Luspekayev recusou, argumentando que seu personagem não deveria aparecer como um aleijado, mas como uma pessoa forte que morreu prematuramente. Durante as filmagens, ele andou com pernas protéticas e teve que fazer pausas regulares devido à dor. Ele morreu em 1970.
- Spartak Mishulin como Sayid – um homem habilidoso de poucas palavras. Ele busca vingança contra Dzhavdet, um líder de gangue Basmachi que matou seu pai, roubou sua família e o enterrou na areia para uma morte lenta; caso contrário, seus motivos e reações são pouco claros e inesperados. Por exemplo, depois que Sukhov o desenterrou, Sayid, em vez de agradecê-lo, diz: "Por que você me desenterrou? Não haverá descanso enquanto Dzhavdet estiver vivo." Sayid aparece de repente de vez em quando para ajudar Sukhov contra bandidos, mas quando perguntado por que, simplesmente responde que "ouviu tiros", dando a impressão de que ele apenas procura Dzhavdet por meio de qualquer conflito armado próximo.

Em contraste com Luspekayev, este foi um dos primeiros papéis no cinema para Mishulin, embora ele tenha atuado anteriormente como ator de TV e teatro.
- Kakhi Kavsadze como Abdullah - um astuto líder Basmachi sem respeito pela vida humana. Tanto ele quanto Sayid são originários de famílias pobres, e seus pais eram amigos. No entanto, ao contrário de Sayid, Abdullah seguiu o caminho do banditismo.
- Kavsadze, um georgiano por nacionalidade, se encaixou muito bem no papel de um líder de gangue asiático. No entanto, ele nunca tinha montado em um cavalo, enquanto seu personagem deveria ser um cavaleiro entusiasmado. Ele nunca realmente cavalga no filme, mas apenas senta em um cavalo, ou mesmo nos ombros de um assistente.
- Nikolai Godovikov como Petrukha – um jovem soldado do Exército Vermelho. Ele tenta cortejar Gyulchatai, com o objetivo de começar uma família.

Coincidentemente, Godovikov começou a namorar Denisova (uma das atrizes que interpretou Gyulchatai) após as filmagens.
- Raisa Kurkina como Nastasia, esposa de Vereschagin e dona de casa.
- Galina Luchai como Katerina Matveyevna, esposa de Sukhov – ela aparece no filme apenas através dos sonhos de Sukhov, para elaborar seu personagem.

## Recepção
Beloye solntse pustyni se tornou um dos filmes mais populares de todos os tempos na União Soviética, onde alcançou o status de clássico. Com 34,5 milhões de espectadores, foi um dos filmes mais populares de 1970. O filme não recebeu prêmios durante a era soviética. Foi indicado ao Prêmio Estatal da URSS de 1970, mas perdeu para U ozera. Este último foi visto como "ideologicamente correto", enquanto o primeiro foi visto como puro entretenimento, ou seja, de baixo valor ideológico. Na opinião do diretor Vladimir Motyl, o filme não foi permitido em festivais de cinema no exterior, porque os ideólogos soviéticos tinham certeza de que ele receberia prêmios lá, o que era ideologicamente inadmissível. Somente em 1998 foi agraciado com o Prêmio Estatal Russo por um decreto especial do presidente Boris Yeltsin, sendo reconhecido como culturalmente significativo.
O filme recebeu atenção limitada no Ocidente. Foi exibido em um festival de cinema soviético no Little Carnegie Theatre em 1973, com o objetivo de coincidir com a visita de Leonid Brezhnev aos Estados Unidos. Roger Greenspun, o crítico de cinema do New York Times, classificou-o como um "entretenimento escapista" (junto com outro filme soviético, uma comédia, Ivan Vasilyevich menyaet professiyu) e o descreve como uma "aventura picaresca".